# Фріголд Тауншип (округ Воррен, Пенсільванія)
Фріголд Тауншип (англ. Freehold Township) — селище (англ. township) в США, в окрузі Воррен штату Пенсільванія. Населення — 1211 особа (2020).

## Демографія
Згідно з переписом 2010 року, у селищі мешкало 1510 осіб у 522 домогосподарствах у складі 391 родини. Було 599 помешкань
Расовий склад населення:
| - 98,9 % — білих - 0,3 % — корінних американців - 0,2 % — чорних або афроамериканців - 0,1 % — азіатів |

До двох чи більше рас належало 0,5 %. Частка іспаномовних становила 0,3 % від усіх жителів.
За віковим діапазоном населення розподілялося таким чином: 30,2 % — особи молодші 18 років, 57,5 % — особи у віці 18—64 років, 12,3 % — особи у віці 65 років та старші. Медіана віку мешканця становила 38,2 року. На 100 осіб жіночої статі у селищі припадало 100,3 чоловіків;  на 100 жінок у віці від 18 років та старших — 103,5 чоловіків також старших 18 років.
Середній дохід на одне домашнє господарство  становив 50 051 долар США (медіана — 36 813), а середній дохід на одну сім'ю — 53 365 доларів (медіана — 45 278). Медіана доходів становила 32 375 доларів для чоловіків та 35 625 доларів для жінок. За межею бідності перебувало 29,8 % осіб, у тому числі 56,8 % дітей у віці до 18 років та 3,8 % осіб у віці 65 років та старших.
Цивільне працевлаштоване населення становило 533 особи. Основні галузі зайнятості: виробництво — 20,6 %, освіта, охорона здоров'я та соціальна допомога — 15,2 %, роздрібна торгівля — 13,9 %.